# La Peur de l'avion
La Peur de l'avion (France) ou La Peur de voler (Québec) (Fear of Flying) est le 11e épisode de la saison 6 de la série télévisée d'animation Les Simpson.

## Synopsis
Homer est banni de la taverne de Moe pour avoir fait une blague à Moe. Il écume alors tous les bars de la ville, mais aucun ne lui convient. Il n'en reste plus qu'un mais qui est réservé aux pilotes d'avion. Alors, Homer se fait passer pour l'un d'entre eux. Mais un jour, il doit faire décoller un avion et il provoque un incident. Pour le corrompre, la compagnie aérienne lui offre un vol n'importe où aux États-Unis. Mais Marge ne veut pas partir car elle a peur de l'avion. Après cette découverte, Marge suit une thérapie et elle découvre qu'elle a été traumatisée le jour où elle a découvert que son père était steward.